# Миронович, Спартак Петрович
Спарта́к Петро́вич Мироно́вич (бел. Спартак Пятровіч Мірановіч, 20 июня 1938 года, Магнитогорск) — советский белорусский гандбольный тренер, заслуженный тренер СССР (1977) и Белорусской ССР (1967).

## Биография
Спартак Миронович окончил Гомельский педагогический институт (1963), как игрок выступал за «Буревестник» (Минск). Мастер спорта СССР (1964).
С 1966 года на тренерской работе. С 1969 года — тренер Республиканской школы высшего спортивного мастерства, с 1970 года — тренер сборной команды юниоров СССР — победителя чемпионата мира среди юниоров (1977, 1979, 1983, 1985).
С 1976 по 2016 год являлся главным тренером гандбольной команды СКА (Минск). За это время неоднократно приводил команду к победам в национальных и международных соревнованиях. В 1986—1992 годах Спартак Миронович работал тренером в сборной команде СССР по гандболу, с которой добился наивысших достижений для этой команды — побед на XXIV Олимпийских играх в Сеуле и XXV Олимпийских играх в Барселоне. На Олимпийских играх в Барселоне являлся главным тренером сборной.
С 1992 по июнь 2008 года работал главным тренером сборной Белоруссии. С 1991 по 1997 год — член Исполнительного комитета Национального олимпийского комитета Республики Беларусь.

## Достижения и титулы
СКА (Минск)
- 6-кратный победитель чемпионата СССР — 1981, 1984, 1985, 1986, 1988, 1989.
- Серебряный призёр чемпионата СССР — 1982, 1983, 1987, 1990, 1992.
- Бронзовый призёр чемпионата СССР — 1991.
- 3-кратный обладатель Кубка СССР — 1980, 1981, 1982.
- 3-кратный обладатель Кубка европейских чемпионов — 1987, 1989, 1990.
- 2-кратный обладатель Кубка обладателей кубков европейских стран — 1983, 1988.
- Обладатель Кубка Вызова — 2013.
- Финалист Кубка ЕГФ — 1992.
- 10-кратный чемпион Белоруссии — 1993, 1994, 1995, 1996, 1997, 1998, 1999, 2000, 2001, 2002.
- Серебряный призёр чемпионата Белоруссии — 2004, 2005, 2006, 2007, 2008, 2013, 2014.
- Бронзовый призёр чемпионата Белоруссии — 2009, 2011, 2012.

Сборная СССР:
- Олимпийский чемпион (1992).
- Серебряный призёр чемпионата мира (1990).
- Серебряный призёр Суперкубка (1983).
- Победитель Игр доброй воли (1986, Москва; 1990, Сиэтл).